# Juryj Żadobin
Juryj Wiktarawicz Żadobin (biał. Юрый Віктаравіч Жадобін, ros. Юрий Викторович Жадобин, Jurij Wiktorowicz Żadobin, ur. 14 listopada 1954 w Dniepropietrowsku) – radziecki i białoruski wojskowy, szef Służby Bezpieczeństwa Prezydenta Republiki Białorusi (2003–2007), przewodniczący Komitetu Bezpieczeństwa Państwowego Republiki Białorusi (2007–2008), sekretarz Rady Bezpieczeństwa (2008–2009), minister obrony (2009–2014).

## Życiorys
W 1976 ukończył studia w Wyższej Szkole Oficerskiej Wojsk Pancernych w Kazaniu, a w 1985 studia na Wydziale Dowodzenia Akademii Wojskowej Wojsk Pancernych im. Rodiona Malinowskiego.
W latach 1976–1990 służył na stanowiskach dowódczych (od dowódcy plutonu do dowódcy pułku) w Armii Radzieckiej. Od 1990 pełnił funkcje kierownicze w systemie obrony cywilnej Republiki Białorusi oraz w wojskach wewnętrznych Ministerstwa Spraw Wewnętrznych. W latach 1999–2003 był dowódcą wojsk wewnętrznych w randze wiceministra spraw wewnętrznych.
9 września 2003 objął funkcję szefa Służby Bezpieczeństwa Prezydenta, zaś cztery lata później otrzymał nominację na przewodniczącego Komitetu Bezpieczeństwa Państwowego Republiki Białorusi. W latach 2008–2009 zajmował stanowisko sekretarza Rady Bezpieczeństwa.
Od 4 grudnia 2009 pełni funkcję ministra obrony. 2 lutego 2011 roku znalazł się na liście pracowników organów administracji Białorusi, którzy za udział w domniemanych fałszerstwach i łamaniu praw człowieka w czasie wyborów prezydenckich w 2010 otrzymali zakaz wjazdu na terytorium Unii Europejskiej. 25 listopada 2014 został odwołany ze stanowiska i przeniesiony do rezerwy.
Posiada stopień generała porucznika.
Jest prezesem Białoruskiej Federacji Biatlonu.

## Nagrody i odznaczenia
Otrzymał ordery: „Za Służbę Ojczyźnie w Siłach Zbrojnych ZSRR III klasy, Order Ojczyzny III klasy, Przyjaźni i Czerwonej Gwiazdy, Medal „Za nienaganną służbę” I, II i III klasy, Medal 65-lecia wyzwolenia Republiki Białorusi od niemiecko-faszystowskich najeźdźców, Medal 80 lat Prokuratury Białorusi, Medal 80 lat Komitetu Bezpieczeństwa Państwowego Republiki Białorusi, Medal 80 lat Białoruskiej Milicji, Medal jubileuszowy „60 lat Sił Zbrojnych ZSRR”, Medal jubileuszowy „70 lat Sił Zbrojnych ZSRR”, Medal 850-lecia Moskwy (rosyjski).